# Episodi de I Griffin (diciassettesima stagione)
La diciassettesima stagione della serie animata I Griffin, composta da 20 episodi, è stata trasmessa negli Stati Uniti, da Fox, dal 30 settembre 2018 al 12 maggio 2019.
In Italia sono stati trasmessi 14 episodi dal 3 ottobre al 22 dicembre 2019 su Italia 1. L'episodio 17 è stato trasmesso il 17 aprile 2020, mentre gli episodi inediti sono stati pubblicati da Netflix il 30 giugno 2020 e recuperati rispettivamente il 3 marzo 2021 in orario notturno (episodi 1 e 2) e il 20 aprile 2023 sempre in orario notturno (episodio 19), entrambi su Italia 1.
| nº | Codice di produzione | Titolo originale             | Titolo italiano                      | Prima TV USA      | Prima TV Italia                                    |
| -- | -------------------- | ---------------------------- | ------------------------------------ | ----------------- | -------------------------------------------------- |
| 1  | HACX02               | Married... with Cancer       | Sposato col cancro                   | 30 settembre 2018 | 30 giugno 2020 (Netflix) 3 marzo 2021 (Italia 1)   |
| 2  | HACX03               | Dead Dog Walking             | Cane morto che cammina               | 7 ottobre 2018    | 30 giugno 2020 (Netflix) 3 marzo 2021 (Italia 1)   |
| 3  | FACX18               | Pal Stewie                   | L'amico di Stewie                    | 14 ottobre 2018   | 4 ottobre 2019                                     |
| 4  | FACX19               | Big Trouble in Little Quahog | Grandi problemi nella piccola Quahog | 21 ottobre 2018   | 11 ottobre 2019                                    |
| 5  | HACX04               | Regarding Carter             | Riguardo a Carter                    | 4 novembre 2018   | 18 ottobre 2019                                    |
| 6  | HACX05               | Stand by Meg                 | Resta con Meg                        | 11 novembre 2018  | 25 ottobre 2019                                    |
| 7  | HACX01               | The Griffin Winter Games     | I giochi invernali dei Griffin       | 18 novembre 2018  | 28 ottobre 2019                                    |
| 8  | HACX07               | Con Heiress                  | La finta ereditiera                  | 2 dicembre 2018   | 4 novembre 2019                                    |
| 9  | FACX20               | Pawtucket Pete               | La mascotte                          | 9 dicembre 2018   | 11 novembre 2019                                   |
| 10 | HACX08               | Hefty Shades of Gray         | Notevoli sfumature di grigio         | 6 gennaio 2019    | 18 novembre 2019                                   |
| 11 | HACX09               | Trump Guy                    | Un tizio di nome Trump               | 13 gennaio 2019   | 18 novembre 2019                                   |
| 12 | HACX10               | Bri, Robot                   | Robot Brian                          | 10 febbraio 2019  | 25 novembre 2019                                   |
| 13 | HACX11               | Trans-Fat                    | Trans-grasso                         | 17 febbraio 2019  | 2 dicembre 2019                                    |
| 14 | HACX12               | Family Guy Lite              | Un racconto fremente                 | 3 marzo 2019      | 9 dicembre 2019                                    |
| 15 | HACX13               | No Giggity, No Doubt         | Nessun Giggity, nessun dubbio        | 10 marzo 2019     | 23 dicembre 2019                                   |
| 16 | HACX14               | You Can't Handle the Booth!  | In sala di incisione                 | 24 marzo 2019     | 23 dicembre 2019                                   |
| 17 | HACX06               | Island Adventure             | Avventura sull'isola                 | 31 marzo 2019     | 17 aprile 2020                                     |
| 18 | HACX15               | Lois Rampage                 | Gettalo via                          | 28 aprile 2019    | 12 dicembre 2019                                   |
| 19 | HACX17               | Girl, Internetted            | Un mondo social                      | 5 maggio 2019     | 30 giugno 2020 (Netflix) 21 aprile 2023 (Italia 1) |
| 20 | HACX16               | Adam West High               | Il liceo Adam West                   | 12 maggio 2019    | 13 dicembre 2019                                   |

## Sposato col cancro
- Titolo originale: Married... with Cancer
- Diretto da: Mike Kim
- Scritto da: Aaron Lee

### Trama
Brian si innamora di una donna di nome Jess, che rivela di essere malata di cancro e che sta morendo. Brian decide di sposarla, tuttavia arriva molto presto a pentirsi della sua scelta quando scoprono che il suo cancro è regredito.
- Guest star: Casey Wilson (Jess Schlotz).
- Ascolti USA: telespettatori 2.570.000 – rating/share 18-49 anni[8].

## Cane morto che cammina
- Titolo originale: Dead Dog Walking
- Diretto da: Julius Wu
- Scritto da: Chris Sheridan

### Trama
Il matrimonio di Brian con Jess non è quello che aveva immaginato e decide di lasciarsi andare su suggerimento di Peter. Questo porta Jess a fare un annuncio sorprendente.
- Guest star: Casey Wilson (Jess Schlotz).
- Ascolti USA: telespettatori 2.690.000 – rating/share 18-49 anni.[9]

## L'amico di Stewie
- Titolo originale: Pal Stewie
- Diretto da: Brian Iles
- Scritto da: John Viener e Matt Pabian

### Trama
Dopo l'ennesimo tentativo di uccidere Lois, Stewie viene fermato da un bambino di nome Hudson. Il bambino aiuta Stewie a riconnettersi con se stesso e i due diventano migliori amici. Dopo aver scoperto di non essere stato invitato alla festa di compleanno di Hudson, Stewie prova ad uccidere il bambino. Nel frattempo, Lois porta Peter a un seminario sulla propria responsabilizzazione secondo Tony Robbins. Peter è fermamente convinto di essere un imbroglione, ma Tony Robbins non si arrenderà nel tentativo di aiutarlo. Dopo essere stato colpito da un fulmine, il fantasma di Tony Robbins si trasferisce apparentemente nell'auto di Peter. Tony Robbins è ancora in grado di dare a Peter la giusta sicurezza, tuttavia, più tardi, si scopre che Robbins non è morto e che in realtà vive nel bagagliaio dell'auto.
- Ascolti USA: telespettatori 1.990.000 – rating/share 18-49 anni.[10]

## Grandi problemi nella piccola Quahog
- Titolo originale: Big Trouble in Little Quahog
- Diretto da: Joe Vaux
- Scritto da: Dominic Bianchi

### Trama
Dopo essere stato preso in giro da Brian per la sua bassa statura, Stewie inventa una macchina restringente per pareggiare le altezze. Tuttavia, dopo l'accensione, i due vengono ridotti a dimensioni microscopiche.
- Guest star: Kyrie Irving (Vernon)
- Ascolti USA: telespettatori 2.570.000 – rating/share 18-49 anni.[11]

## Riguardo a Carter
- Titolo originale: Regarding Carter
- Diretto da: Greg Colton
- Scritto da: Alex Carter

### Trama
È il compleanno di Lois. Carter le regala una pistola che lei cerca di nascondere alla famiglia, ma Peter e i bambini la trovano e iniziano a giocarci. Lois allora cerca di ridarla a Carter ma gli spara accidentalmente in testa. In uno stato semi-vegetativo, Carter va a vivere con i Griffin. Riprendendosi a poco a poco dal suo infortunio, vede il suo comportamento cambiare quando Lois gli parla della sua professione. Carter diventa un uomo affabile e decide di ritirarsi e dare tutta la sua fortuna in beneficenza. Peter e i bambini cercano allora di recuperare il loro patrimonio e per farlo cercano di riportare in stato vegetativo Carter, ma Brian notato che Lois è felice di trascorrere del tempo con suo padre e tutta la famiglia si unisce ad interpretare Hill Street giorno e notte. Ma Babs non può sopportare che Carter diventi così generoso e gli spara in testa, ripristinando il suo comportamento originale. 
- Ascolti USA: telespettatori 2.600.000 – rating/share 18-49 anni.[12]

## Resta con Meg
- Titolo originale: Stand by Meg
- Diretto da: Jerry Langford
- Scritto da: Billy Domineau

### Trama
Peter scopre che suo figlio Chris non può più frequentare le lezioni. Viene quindi mandato in una scuola professionale e adotta il comportamento stereotipato degli studenti italiani, suoi compagni di scuola. Più tardi Chris riesce a convincere il preside Brown a tornare alla sua ex scuola superiore, ma si ritrova inseguito dall'omino Michelin il quale ha ferito fisicamente. Intanto Meg salva Stewie che si è soffocato a una festa di compleanno, ottenendo così il suo rispetto. Lui e Brian fanno di tutto per aiutare Meg ad avere una vita migliore iniziando a metterla in una relazione con Kevin Swanson, ma la relazione non dura, e alla fine Meg dice loro che è felice così com'è.
- Ascolti USA: telespettatori 2.290.000 – rating/share 18-49 anni.[13]

## I giochi invernali dei Griffin
- Titolo originale: The Griffin Winter Games
- Diretto da: Steve Robertson
- Scritto da: Artie Johann

### Trama
Meg sorprende tutta la famiglia rivelando di essere una brava biatleta. La famiglia si reca quindi in Corea del Sud per partecipare ai Giochi olimpici invernali. Una volta lì, Chris viene picchiato cercando di salvare Stewie che si è fatto un nuovo amico e la famiglia deve salvare Peter, finito per sbaglio in Corea del Nord. 
- Guest star: Tara Lipinski (se stessa), Johnny Weir (se stesso).
- Ascolti USA: telespettatori 2.266.000 – rating/share 18-49 anni.[14]

## La finta ereditiera
- Titolo originale: Con Heiress
- Diretto da: Brian Iles
- Scritto da: Mark Hentemann

### Trama
Notando la foto di Brian in un quotidiano mondano, Stewie scopre che il suo amico sta uscendo con vecchie signore benestanti in cambio della loro eredità. Entrambi si innamorano della stessa persona e aspettano la sua morte così da intascarsi il suo patrimonio. Tuttavia, suo marito non è altro che Quagmire, che sta aspettando la morte di sua "moglie" da anni. I tre personaggi stringono quindi un patto. Sfortunatamente, quando la vecchia signora muore, sono costretti a pagare i suoi debiti e scopriamo che questa vecchia signora ha truccato la sua morte e che è Meg. Nel frattempo, Lois chiede a Peter di far avvicinare suo figlio Chris alle faccende domestiche, gli insegna come falciare il prato ma poiché lo fa nudo Peter viene visto da Herbert e scambiato dall'anziano per un nuovo adolescente. Herbert non smette di uscire con Peter, tanto che Chris inizia ad essere geloso e durante una colluttazione tra i due finisce per chiamarlo papà. Sentendo questo, Herbert esplode ma Jesse lo riporta in vita.
- Ascolti USA: telespettatori 2.720.000 – rating/share 18-49 anni.[15]

## La mascotte
- Titolo originale: Pawtucket Pete
- Diretto da: John Holmquist
- Scritto da: Chris Regan

Angela si fa un bagno subito dopo aver mangiato, morendo di congestione. Il giorno dopo, lo staff del birrificio scopre che ora ha una coppia come capi. Peter si trova assegnato a diversi servizi che non gli piacciono, finché non gli viene offerto di diventare il nuovo volto della birra Pawtucket. Peter è entusiasta per l'incarico, fino a quando i suoi capi non vengono a casa sua, incontrano Brian e decidono di creare un aiutante per Peter. Ma durante lo spettacolo, Brian diventa la stella, relegando il suo amico sullo sfondo. Geloso, Peter decide di sabotare la campagna.
- Guest star: Bryan Cranston (Bert), Niecy Nash (Sheila)
- Ascolti USA: telespettatori 3.500.000 – rating/share 18-49 anni.[16]